# Garelli Flo 50
Der Garelli Flo' 50 ist ein Motorroller des italienischen Herstellers Garelli, der von 1999 bis 2002 produziert wurde. Das Modell wurde für den innerstädtischen Nahverkehr konzipiert. Der Roller entsprach der Euro-1-Abgasnorm. Der Motorroller wurde in China hergestellt. Die Endmontage sowie die Qualitätskontrolle erfolgte bei Garelli in Italien.

## Technik
Der Flo' 50 ist mit einem luftgekühlten Einzylinder-Zweitaktmotor ausgestattet, der eine Leistung von 2,9 PS (2,1 kW) bei 7000/min liefert. Die Kraftübertragung erfolgt über ein stufenloses Getriebe mit Riemenantrieb. Die Vorderradbremse ist als Scheibenbremse mit einem Durchmesser von 190 mm, die Hinterradbremse als Trommelbremse mit einem Durchmesser von 110 mm ausgeführt. Der Roller verfügt über 12-Zoll-Räder und eine Sitzhöhe von 780 mm.

## Ausstattung
Zur Ausstattung des Rollers gehören ein Elektrostarter, ein Kickstarter sowie eine analoge Instrumenteneinheit mit Tachometer, Tankanzeige und Kontrollleuchten. Der Roller wurde ausschließlich mit einem 50-cm³-Motor angeboten und war in mehreren Farbvarianten erhältlich.

## Technische Daten
| Merkmal               | Wert                                   |
| --------------------- | -------------------------------------- |
| Motortyp              | Einzylinder-Zweitaktmotor, luftgekühlt |
| Hubraum               | 49,5 cm³                               |
| Leistung              | 2,9 PS (2,1 kW) bei 7000/min           |
| Drehmoment            | 3,0 Nm bei 5000/min                    |
| Getriebe              | Stufenloses Getriebe                   |
| Antrieb               | Riemenantrieb                          |
| Höchstgeschwindigkeit | 45 km/h (abgeregelt)                   |
| Bremsen vorne         | Scheibenbremse Ø 190 mm                |
| Bremsen hinten        | Trommelbremse Ø 110 mm                 |
| Reifen vorne          | 120/70–12                              |
| Reifen hinten         | 130/70–12                              |
| Radstand              | 1270 mm                                |
| Länge                 | 1800 mm                                |
| Breite                | 680 mm                                 |
| Höhe                  | 1100 mm                                |
| Sitzhöhe              | 780 mm                                 |
| Leergewicht           | 85 kg                                  |
| Tankinhalt            | 6,0 Liter                              |